# Samuel Mac Gill
Samuel Mac Gill (Santiago de Chile, Chile, 12 de febrero de 1877-Madrid, España, 10 de diciembre de 1955) fue un militar chileno. De formación prusiana, Mac Gill sirvió como instructor militar en varios países de América Latina, y tras visitar Venezuela participó en la profesionalización de sus Fuerzas Armadas, siendo designado como designado como instructor general del Ejército y luego jefe del Gran Estado Mayor durante la dictadura en Juan Vicente Gómez.
Fue expulsado de Venezuela tras ser acusado de participar en la insurrección del 7 de abril de 1928 y exiliado en Europa, donde ayudó a organizar la expedición del Falke. En 1936 regresó al país, donde se desempeñó por segunda vez como cónsul general de Venezuela en Chile.

## Carrera
Mac Gill es un militar de formación prusiana y a partir de 1900 sirvió como instructor militar en varios países de América Latina, incluyendo Nicaragua, Honduras, El Salvador y Ecuador. En 1904 visitó Venezuela con el rango de coronel, donde fue nombrado por Cipriano Castro como cónsul general de Venezuela en Panamá. Samuel ocupa el cargo hasta 1908, cuando regresa una vez más a Venezuela.
En 1910, con la inauguración de la Escuela Militar de Caracas y durante la dictadura de Juan Vicente Gómez, es designado como instructor general del Ejército de Venezuela y posteriormente, jefe del Gran Estado Mayor. Durante este periodo participó en la profesionalización de las Fuerzas Armadas, incluyendo en la elaboración del plan de estudios de la Escuela Militar y de su reglamento interno, al igual que organiza y dirige el cuerpo de caballería conocido como el Escuadrón de Húsares del Centenario.
En 1912 viaja a Estados Unidos, y en 1914 abandona definitivamente sus funciones militares por desacuerdos con Juan Vicente Gómez. Entre 1921 y 1927 se desempeña como cónsul general de Chile en Venezuela.
Mac Gill fue acusado de participar en la insurrección del 7 de abril de 1928, y por un decreto del Ejecutivo del 2 de mayo de 1928 fue expulsado de Venezuela. Se exilió en París, donde participó en la organización de la expedición del Falke liderada por Román Delgado Chalbaud. Por sus actividades, el gobierno venezolano pidió su expulsión de Francia, y en 1929 viaja a España, donde se radica hasta 1936, año en el que regresa a Venezuela. En el país ocupa la dirección del Ferrocarril Central de Venezuela y entre 1937 y 1946 volvió a desempeñarse como cónsul general de Venezuela en Chile. Samuel escribió un libro de memorias y en 1947 se retiró definitivamente de la vida pública.